# 戴维·汤森
戴维·汤森（英語：David Townsend，1955年8月28日—），英国男子赛艇运动员。他曾代表英国参加1976年和1980年夏季奥林匹克运动会赛艇比赛，其中1980年奥运会获得一枚铜牌。